# Ханска
Ханска (рум. Hansca, Ганск) — село в Яловенском районе Молдавии. Относится к сёлам, не образующим коммуну.

## География
Село расположено на высоте 143 метров над уровнем моря.

## Население
По данным переписи населения 2004 года, в селе Ханска проживает 1080 человек (539 мужчин, 541 женщина).
Этнический состав села:
| Национальность | Число жителей | Процентный состав |
| -------------- | ------------- | ----------------- |
| молдаване      | 1073          | 99.35             |
| румыны         | 5             | 0.46              |
| русские        | 1             | 0.09              |
| прочие         | 1             | 0.09              |
| Всего          | 1080          | 100%              |